# Nodocepheus
Nodocepheus – rodzaj roztoczy z kohorty mechowców i rodziny Nodocepheidae.
Rodzaj ten został opisany w 1958 roku przez Marie Hammer. Gatunkiem typowym wyznaczono Nodocepheus dentatus.
Mechowce te mają krótki i wycięty z przodu processus humeralis. Szczeciny notogastralne występują w liczbie 6 do 8 par, genitalne 4 par, aggenitalne 1 pary, analne 2 par, a adanalne 3 par. Odnóża jednopalczaste.
Rodzaj znany z krainy australijskiej, krainy neotropikalnej i afrotropikalnej.
Należy tu 6 opisanych gatunków:
- Nodocepheus baloghi Mahunka, 1983
- Nodocepheus cerebralis Mahunka, 1980
- Nodocepheus dentatus Hammer, 1958
- Nodocepheus hammerae Balogh, 1961
- Nodocepheus laterodentatus Piffl, 1972
- Nodocepheus minimus Mahunka, 1985